# Halocynthia papillosa
La patata di mare (Halocynthia papillosa Linnaeus, 1767) è una ascidia della famiglia Pyuridae.

## Descrizione

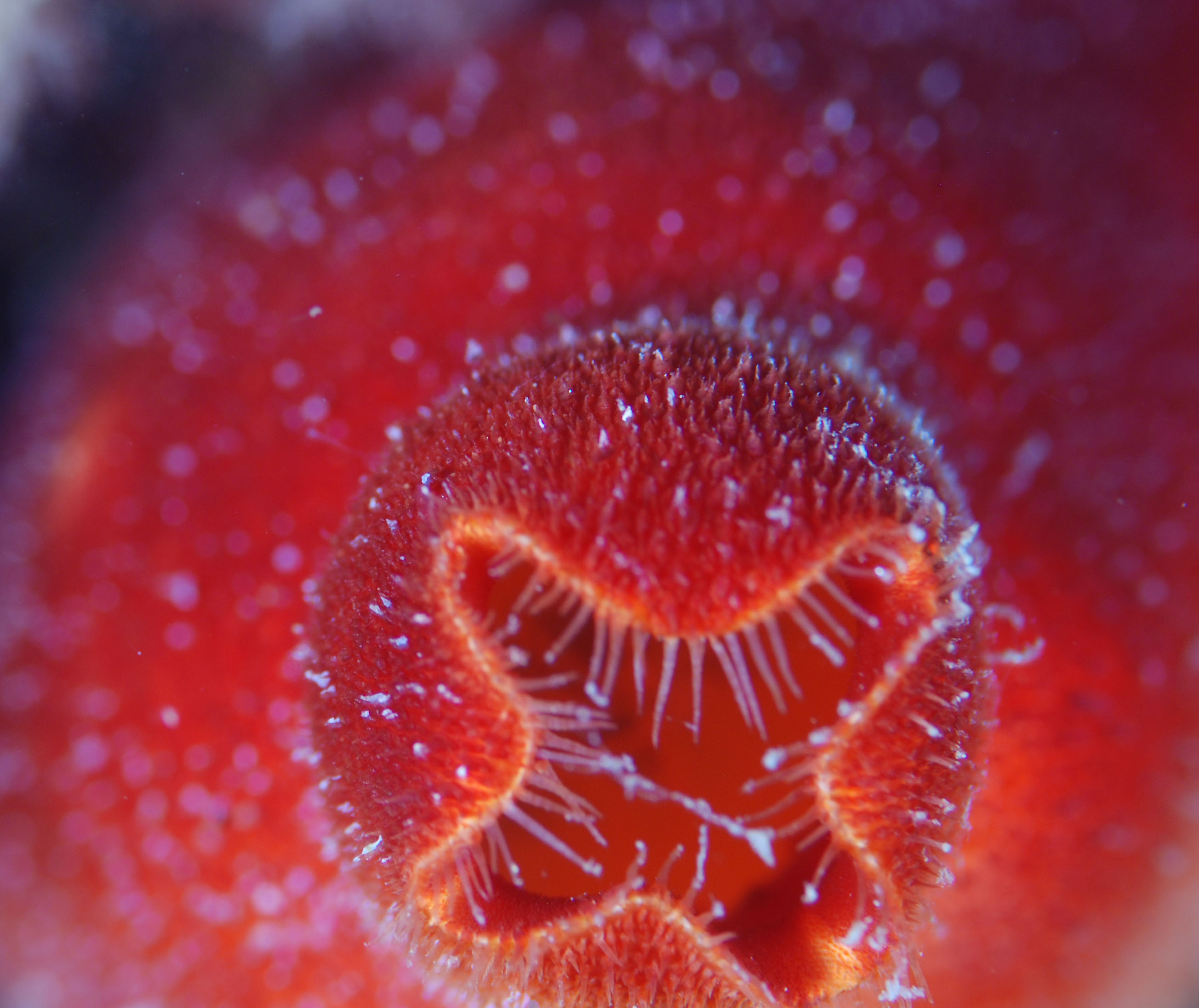
Dettaglio del sifone
di H. papillosa

Il corpo ha forma di sacco. La tunica, coriacea e ruvida al tatto, è di colore variabile a seconda della profondità e della luce ricevuta: più rossa nelle parti illuminate, tendente al rosato o al bianco-giallastro se in ombra. Presenta due sifoni, quello superiore inalante e quello laterale esalante, tramite i quali introduce il nutrimento in sospensione nel sacco branchiale per il filtraggio. L'apertura del sifone presenta una corona di setole e una caratteristica forma a croce. Lunga fino a circa 10-12 centimetri.

## Distribuzione e habitat
È diffusa nell'oceano Atlantico orientale, nell'oceano Pacifico meridionale ed è molto comune nel Mar Mediterraneo.

Il suo habitat si trova nelle praterie di Posidonia oceanica o su coralligeno, da circa 3 fino a 100 metri di profondità.

## Riproduzione
Si riproduce a novembre, sia in maniera sessuata che asessuata per gemmazione.
La larva provvista di coda, ha un breve ciclo pelagico, al termine del quale si fissa al substrato.